# Nanteuil-la-Forêt
Nanteuil-la-Forêt ist eine französische Gemeinde mit 300 Einwohnern (Stand: 1. Januar 2022) im Département Marne in der Region Grand Est (vor 2016: Champagne-Ardenne). Sie gehört zum Arrondissement Épernay und zum Kanton Épernay-1. Die Einwohner werden Nanteuillats genannt.

## Geographie
Nanteuil-la-Forêt liegt etwa 20 Kilometer südsüdwestlich von Reims. Umgeben wird Nanteuil-la-Forêt von den Nachbargemeinden Pourcy im Norden und Westen, Écueil und Chamery im Nordosten, Courtagnon und Sermiers im Osten, Saint-Imoges im Südosten, Hautvillers und Cormoyeux im Süden, Fleury-la-Rivière im Südwesten sowie Chaumuzy im Westen und Nordwesten.

## Bevölkerungsentwicklung
| Jahr                       | 1962 | 1968 | 1975 | 1982 | 1990 | 1999 | 2006 | 2013 | 2018 |
| Einwohner                  | 153  | 127  | 118  | 142  | 210  | 176  | 207  | 232  | 290  |
| Quellen: Cassini und INSEE |      |      |      |      |      |      |      |      |      |

## Sehenswürdigkeiten

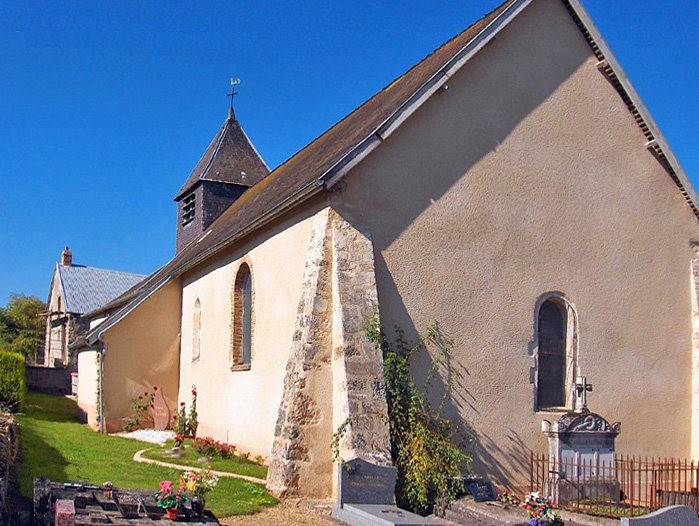
Kirche Saint-Pierre-aux-Liens
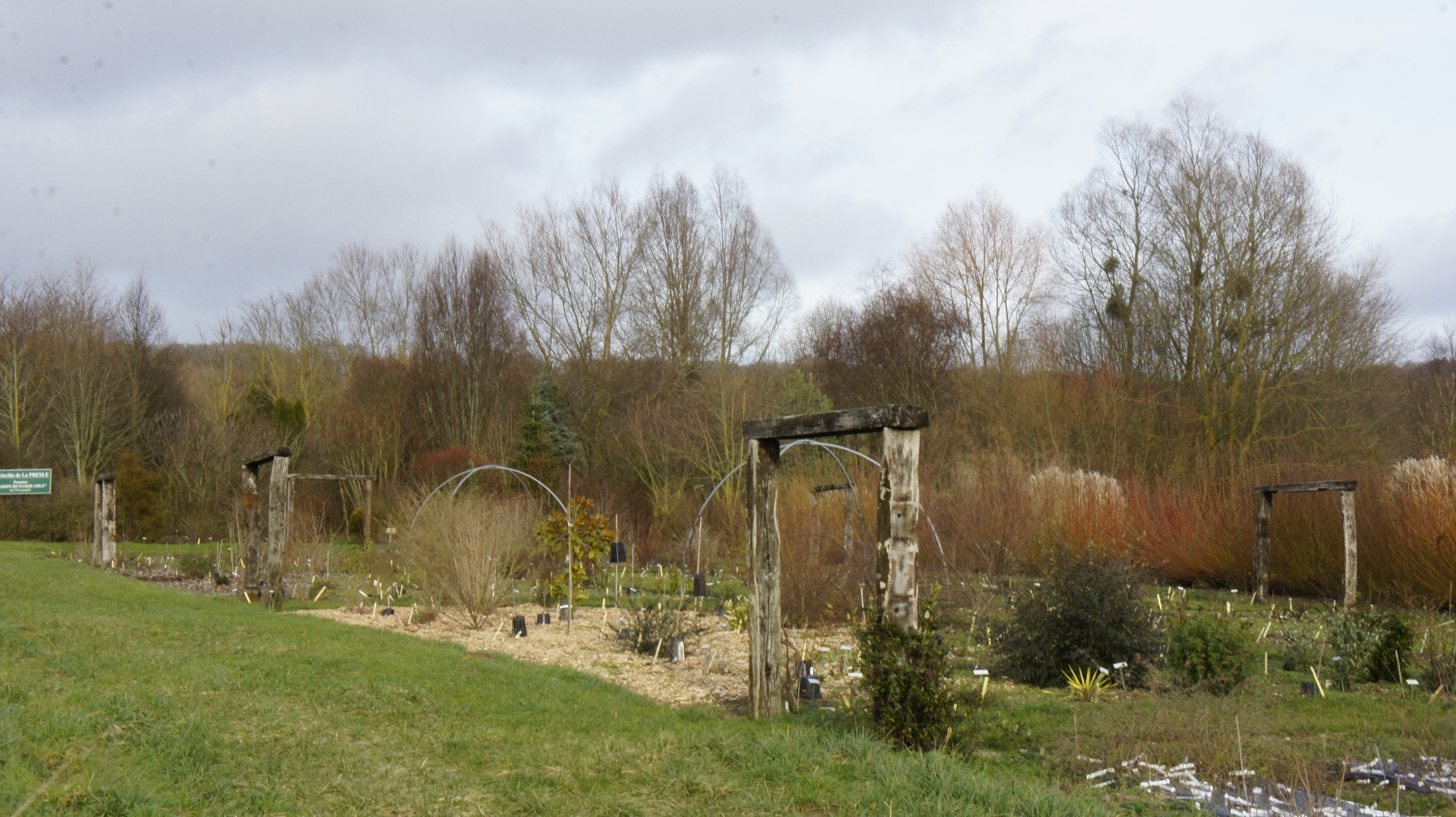
botanischer Garten La Presle

- Kirche Saint-Pierre-aux-Liens
- Garten La Presle